# Cedilla

Písmeno S s cedillou – Ş

Cedilla či sedila (francouzsky „la cédille“) je diakritické znaménko. Jde o spodní háček, označující změnu výslovnosti. Používá se hlavně v románských jazycích. Ačkoli výraz pochází ze španělštiny (zdrobnělina slova „ceda“, tedy označení pro písmeno „zet“), nejvýraznější použití najdeme zejména ve francouzštině, katalánštině a portugalštině. Samotná španělština používá tento znak spíše okrajově (v převzatých výrazech) nebo regionálně (katalánština, baskičtina). Ve středověku se používala rovněž se samohláskami, dnes se používá prakticky jen pro modifikaci souhlásek.
Nejreprezentativnější je případ písmene c, které s cedillou vypadá takto: ç. V románských jazycích se c následované písmeny i a e čte jako [s], zatímco před samohláskami a, o a u se vyslovuje jako [k]. Proto, když má být v těchto případech vysloveno [s], použije se právě ç (např. François).
Cedillu nelze zaměňovat s ocáskem, vyskytujícím se v polštině, kde se používá ve znacích Ą/ą a Ę/ę. Ocásek zde vyznačuje nosovost dané samohlásky. Ocásek se navíc na rozdíl od cedilly píše směrem doprava. Cedilla se píše od písmene spíše doleva, někdy se způsob jejího zápisu charakterizuje jako „dolní polovina postaru psaného písmene z“, případně dolní polovina zmenšené číslice 3.

## Cedilla v evropských jazycích

### Románské jazyky

#### Francouzština
Ve francouzštině platí to, co bylo řečeno na úvod o čtení písmene c. Skupiny ce a ci se tedy čtou [se] a [si]. Mají-li být skupiny hlásek ca, co, cu čteny jako [sa], [so], [su] (tj. chceme-li v nich zachovat výslovnost [s]), musejí být zapsány ça, ço, çu. Viz příklady:
- -ça-:
  - français [frãsɛ] francouzský
  - façade [fasad] fasáda
- -ço-:
  - nous commençons [nu komãsɔ̃] (my) začínáme (kdyby nebyla použita cedilla, četlo by se [komãkõ]
- -çu-:
  - reçu, reçue (čteno shodně: [rəsy]) přijat(ý), přijatá

#### Katalánština
Hláska ç se používá stejně jako ve francouzštině, ale může být také použita na konci slova. Viz příklady
- -ça-:
  - peça [pesa] kousek
- -ço-: 
  - açò [asò] tento
- -çu-:
  - forçut [forsut] silný
- -ç :
  - veloç [velos] rychlý

#### Španělština
Španělština cedillu používala do 18. století, kdy od jejího používání upustila. Znak ç byl tehdy před písmeny e a i nahrazen jednoduchými písmeny z nebo c.

#### Portugalština
I v případě portugalštiny platí to, co bylo řečeno o čtení c cédille ve francouzštině. Vkládáním cedilly se tedy "měkčí" původní výslovnost [k] na [s]:
- -ça-:
  - carroça  (= žebřiňák)
  - coração (= srdce, jednotné číslo)
- -ço-:
  - afeiçoada (= něžná)
  - corações (= srdce, množné číslo)
- -çu-:
  - caçula (= nejmladší)

#### Rumunština
Cedillu ovšem najdeme také v dalším románském jazyce, v rumunštině, byť označovat toto znaménko za cedillu může být problematické, protože rumunská „cedilla“ (virgulă, virguliță, angl. comma below) připomíná více čárku než háček. Rumunština cedillu nepoužívá pod písmenem c, nýbrž pod písmeny s a t. Znaky s cedillou mají následující podobu: ș (čte se „š“, např. șapte [šapte] = sedm) a ț (čte se jako „c“, např. dicționar [dikcionar] = slovník). Cedilla by se za normálních okolností neměla písmene dotýkat.
Rumunské jazykové sady byly až do roku 2007 neaktualizované a zcela běžná byla varianta s cedillou dotýkající se písmene (ş, ţ), případně mutace závisející na použitých písmech. V současných znakových sadách jsou již správné varianty dostupné, přestože jejich zobrazení není vždy validní.

### Nerománské jazyky

#### Lotyština
V lotyštině, která patří do skupiny baltských jazyků, se cedilla pojí se znaky: ģ, ķ, ļ a ņ. Použití cedilly v těchto písmenech značí jejich palatalizaci. Zajímavé je, že cedilla je v případě malého písmene ģ umístěna nad ním a je převrácená o 180 stupňů z důvodu jeho větší čitelnosti. Velké písmeno Ģ má cedillu umístěnou opět pod sebou stejně jako ostatní písmena.
V minulosti se cedilla v lotyštině používala rovněž v písmeně ŗ. Tento znak byl zrušen v dobách sovětské nadvlády nad Lotyšskem a po obnovení lotyšské nezávislosti v roce 1991 už nebyl znovuzaveden.

#### Albánština
Rovněž v albánštině se používá znak Ç/ç, čte se jako [č].

## Cedilla v ostatních jazycích

### Turečtina
Turečtina cedillu napojuje na písmeno C/c (které se čte jako [dž]), čímž vznikne již známý znak Ç/ç, který ovšem čteme jako [č]. Dalším znakem s cedillou je písmeno S/s, čímž vzniká znak Ş/ş, který se čte jako [š].
Příklady:
- üç [ič] = tři, çok [čok] = mnoho, hodně
- şehir [šehir] = město, beş [beš] = pět

### Perština
Perština a jí příbuzné jazyky mohou použít kromě zápisu arabským písmem rovněž zápis latinkou. V takovém případě používají cedillu pod písmenem r: ŗ.

### Ázerbájdžánština
Ázerbájdžánština má bohatou historii používaných písem. Od 7. století až do dvacátých let 20. století se používala arabská abeceda (nejprve měla 28 znaků, později 32 a nakonec 33). Od roku 1929 se používala latinka, které se v té době říkalo yanalif (= nová abeceda; přepisováno rovněž jako yañalif). Yanalif měl 30 znaků. V roce 1939 Stalin prosadil cyrilici o 32 znacích, která byla používána až do roku 1991. V tomto roce byla znovu zavedena latinka, která se některými znaky liší od verze používané v letech 1929-1939 a má celkem 34 znaků a je ze všech předchozích systémů zápisu nejvhodnější pro zachycení všech zvuků ázerbájdžánštiny.
Znaky používající cedillu jsou stejné jak v cyrilické abecedě z let 1929-1939, tak v té, která se používá dnes.
- hláska vyslovovaná [č] se v cyrilici modifikované na ázerbájdžánské jazykové poměry zapisovala znaky Ч a ч. V latince se používaly a používají znaky Ç/ç.

- hláska vyslovovaná [š] se v cyrilici zapisovala znaky Ш a ш. V letech 1929-1939 a od roku 1991 se zapisuje znaky Ş a ş.

### Tatarština a baškirština
Moderní baškirština a tatarština jsou si podobné. Oba jazyky používaly do třicátých let 20. století arabské písmo. V roce 1923 začala baškirština používat upravenou arabskou abecedu, která byla o sedm let později nahrazena abecedou založenou na latince. Ta byla v roce 1938 nahrazena upravenou cyrilicí. V roce 2002 byla znovu zavedena abeceda založená na latince (yañi başqırt əlifbası = nová baškirská abeceda), která podobně jako v ázerbájdžánštině zavedla znak Ç/ç pro souhlásku [č] a Ş/ş pro souhlásku [š].

### Turkmenština
Rovněž turkmenština používá pro hlásku [č] znak Ç/ç a pro [š] znak Ş/ş. Do počátku 20. století se zapisovala arabským písmem, další historický vývoj je podobný jako u předchozích turkických jazyků, liší se od nich pouze datem zavedení latinky i cyrilice v první polovině 20. století:
| 1928–1940 (latinka) | 1940–1991 (cyrilice) | od roku 1991 (latinka) | výslovnost |
| ------------------- | -------------------- | ---------------------- | ---------- |
| Ç ç                 | Ч ч                  | Ç ç                    | [č]        |
| Ş ş                 | Ш ш                  | Ş ş                    | [š]        |